# Mota Lava
Mota Lava is een eiland in Vanuatu. Het is 26 km² groot en het hoogste punt is 411 m. Er komen slechts vier zoogdieren voor, de vleermuizen Notopteris macdonaldi, Pteropus anetianus, Tongavleerhond (Pteropus tonganus) en Hipposideros cervinus.

## Geboren
- Miller Pata (1988), beachvolleyballer